# Sardigliano
Sardigliano, (Sandijan en piemontès) és un municipi situat al territori de la província d'Alessandria, a la regió del Piemont (Itàlia).
Limita amb els municipis de Borghetto di Borbera, Cassano Spinola, Castellania, Garbagna, Gavazzana, Sant'Agata Fossili i Stazzano.
Pertanyen al municipi les frazioni de Bavantore, Bavantorino, Cuquello i Malvino.